# Pales

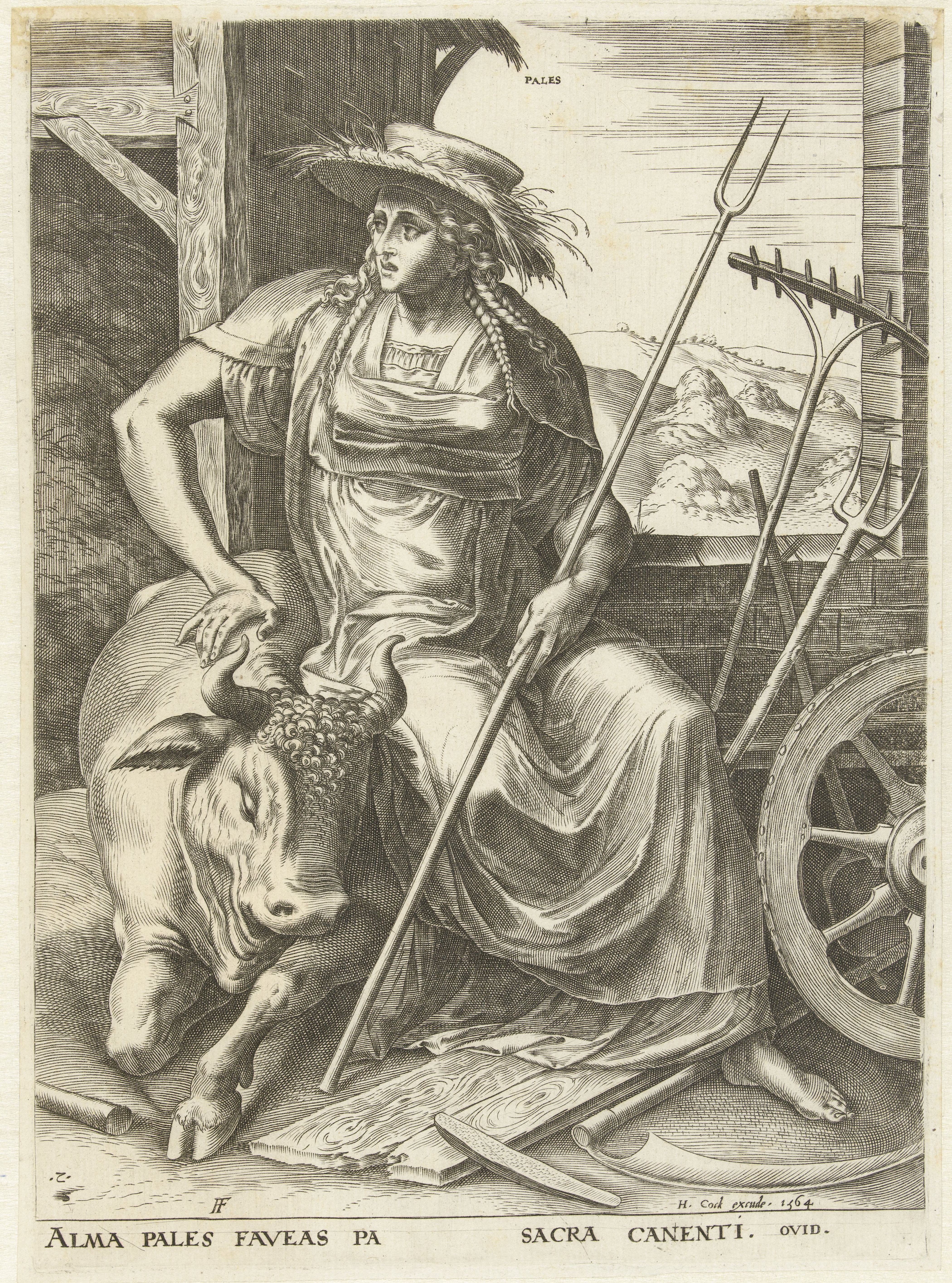
malba bohyně Pales

Pales byla starořímská bohyně pastýřů, stád a dobytka.
Roku 267 př. n. l. jí Marcus Atilius Regulus po porážce Salentinců zasvětil chrám v Římě.

## Paliria
Pales byla patronkou svátku Paliria (též Palilia nebo Parilia), který se slavil 21. dubna. Konaly se při něm nekrvavé oběti, hodovalo se, skákalo se přes hořící slámu, modlilo se za prospívání stád a stáda se také očišťovala (tzv. lustrace).
Později se 21. dubna slavil státní svátek, založení města Romulem - natalis urbis (narození města). Od dob císaře Hadriana se v rámci oslav konaly hry v cirku.